# Liste der mexikanischen Kinofilme 1925
Die Liste der mexikanischen Kinofilme 1925 führt alle im Jahr 1925 in Mexiko gedrehten Langfilme auf. Insgesamt gab es in diesem Jahr acht mexikanische Produktionen. Die in dieser Liste aufgeführten Informationen basieren auf David E. Wilts Buch „The Mexican Filmography 1916 through 2001“, der die vollständigste Filmographie für Mexiko vorgelegt hat.

## Legende
- Titel: Nennt soweit vorhanden den offiziellen deutschen Filmtitel, andernfalls den spanischen Originaltitel.
- Regisseur: Nennt den Regisseur oder die Regisseure des Films.
- Genre: Nennt die Genrezuordnung.
- Darsteller: Nennt drei Hauptdarsteller.
- Besonderheiten: Führt Besonderheiten und Hintergründe zum Film auf.

## Filmliste
| Titel                            | Regisseur                     | Genre                | Darsteller                                                           | Besonderheiten |
| -------------------------------- | ----------------------------- | -------------------- | -------------------------------------------------------------------- | --- |
| El buitre                        | Gabriel García Moreno         | Abenteuerfilm        | Carlos Villatoro Luis Valencia Octavio Valencia                      | |
| Cobardes                         | Harry Harvey                  | Abenteuerfilm        | Josefina Maldonado Ángel T. Sala Leopoldo Ortin                      | |
| Los compañeros del silencio      | Basilio Zubiaur               | Abenteuerfilm        | Adela Sequeyro carlos Reyes del Callejo                              | Der Film wurde wegen der schlechten Qualität nicht aufgeführt, in der Filmoteca de la UNAM befinden sich drei Kopien. |
| El destino juega                 | Jose S. Ortiz Frederico Bouvi |                      | Virginia Rodarte Roberto Riefkol Alfonso Cabeza de Baca Díaz Infante | |
| Enigma                           | Ángel E. Alvarez              | Abenteuerfilm        | Luz María Hernández Ángel E. Alvarez                                 | |
| El milago de la Guadelupana      | William P. S. Earle           | Religiöses Melodrama | Celia Montalván Bonnie May Guillermo Nemer                           | |
| Tras las bambalinas del bataclán | William P. S. Earle           | Filmkomödie          | César Palacio Bonnie May Etelvina Rodriguez                          | |
| La verdad de la vida             | Alejandro Peniche Sierra      | Filmdrama            | María del Socorro Águilar Fernando Soler Alejandro Peniche Sierra    | |